# Брюс, Чарльз, 3-й граф Эйлсбери
Чарльз Брюс, 3-й граф Эйлсбери и 4-й граф Элгин (англ. Charles Bruce, 3rd Earl of Ailesbury and 4th Earl of Elgin; 29 мая 1682 — 10 февраля 1747) — британский дворянин, землевладелец и политик-консерватор, заседавший в Палате общин с 1705 по 1711 год, когда он получил титул барона Брюса из Уорлтона и занял своё место в Палате лордов. С 1685 по 1741 году но был известен как виконт Брюс из Амптхилла.

## Предыстория

Герб графов Элгин

Родился 29 мая 1682 года. Второй сын Томаса Брюса, 2-го графа Эйлбери (1656—1741), и его первой жены Элизабет Сеймур (1655—1697), дочери Генри Сеймура, лорда Бошана (1626—1654), и Мэри Капель .
Его отец был арестован за государственную измену в 1696 году и заключен в лондонский Тауэр, а его мать умерла от преждевременных родов в 1697 году, смерть, вероятно, была вызвана ложным сообщением о казни его отца. Вскоре после этого его отцу разрешили покинуть Англию: он провел остаток своей жизни во Фландрии и быстро удовлетворился там. Он заключил счастливый второй брак с бельгийской дворянкой Шарлоттой д’Аржанто, графиней д’Эне: его дети регулярно навещали его и глубоко привязались к мачехе. Английская корона не предприняла никаких усилий для захвата семейных поместий, чтобы у Брюса было достаточно денег, чтобы жить с комфортом.

## Общественная жизнь
Чарльз Брюс был избран в Палату общин от Грейт-Бедвина на парламентских выборах в Англии 1705 года и снова вернулся на всеобщих выборах в Великобритании в 1708 году. На выборах в Великобритании 1710 года он был избран как от Грейт-Бедвина, так и от Мальборо, и решил баллотироваться от последнего. В декабре 1711 года он был вызван в Палату лордов на основании приказа об ускорении присвоения его отцу младшего титула барона Брюса из Уорлтона. В 1741 году он сменил своего отца в графствах Элгин и Эйлсбери. Поскольку два его сына умерли раньше него, в 1746 году он был назначен бароном Брюсом из Тоттенхэма в графстве Уилтшир с с правом наследования для его племянника, достопочтенного Томаса Браднелла.

## Семья

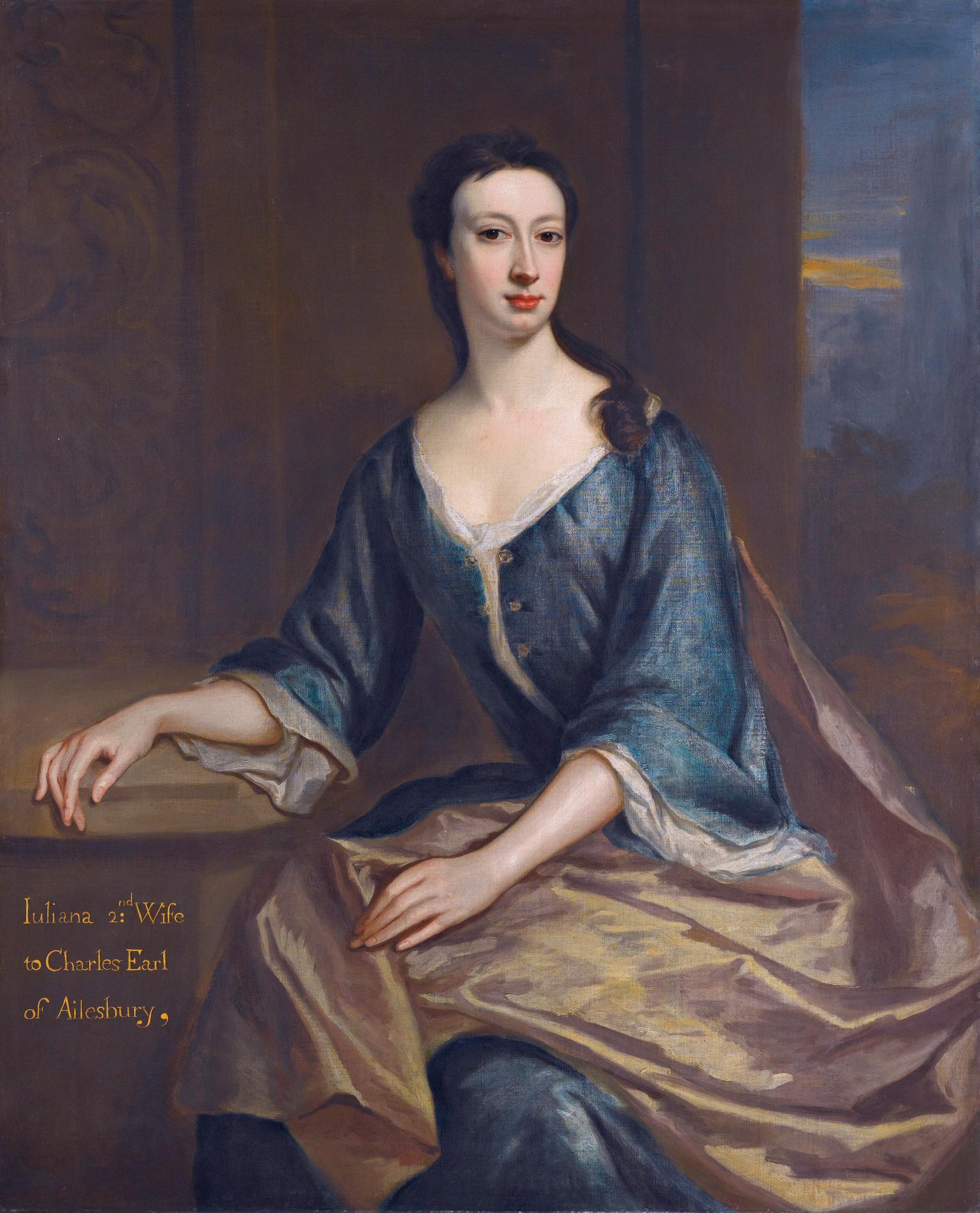
Джулия Бойл, портрет (Джонатана Ричардсона)

Лорд Эйлсбери был трижды женат. 7 февраля 1705/1706 года он женился первым браком на леди Энн Сэвил (1691 — 18 июля 1717), дочери Уильяма Сэвила, 2-го маркиза Галифакса. У них было четверо детей:
- Достопочтенный Роберт Брюс (ум. 30 августа 1738), женился на Фрэнсис Блэкетт (ум. 16 июля 1750 г.), дочери сэра Уильяма Блэкетта, 1-го баронета из Ньюкасл-апон-Тайн.
- Достопочтенный Джордж Брюс (род. до 1717 г.).
- Леди Мэри Брюс (1710 — 14 августа 1738), вышла замуж в 1728 году за Генри Бриджеса, 2-го герцога Чандоса (1708—1771)[3].
- Леди Элизабет Брюс (? — 5 ноября 1796), вышла замуж в 1732 году за достопочтенного Бенджамина Батерста (1711—1767), сына Аллена Батерста, 1-го графа Батерста.

После смерти первой жены в июле 1717 года лорд Эйлсбери 2 февраля 1719 года женился вторым браком на леди Джулиане Бойл (1697 — 26 марта 1739), дочери Чарльза Бойля, 2-го графа Берлингтона. У них не было детей.
После её смерти в марте 1739 года он женился в третий раз в возрасте 47 лет на 18-летней леди Кэролайн Кэмпбелл (12 января 1721 — 17 января 1803), дочери Джона Кэмпбелла, 4-го герцога Аргайлла, 18 июня 1739 года. У них была одна дочь:
- Леди Мэри Брюс (16 апреля 1740 — 5 ноября 1796)[4] , вышла замуж (1757) за Чарльза Леннокса, 3-го герцога Ричмонда (1735—1805).

Поскольку ни один из его сыновей не пережил его и не оставил детей, после его смерти графство Элгин и дочерние шотландские пэрства были унаследованы его двоюродным братом, Чарльзом Брюсом, 9-м графом Кинкардином (1732—1771), в то время как графство Эйлсбери и дочерние английские пэры вымерли. Баронство Брюс из Тоттенхэма, созданное для него в 1746 году, перешло после его смерти в следующем году согласно особому наследству его племяннику Томасу Браднеллу (1729—1814). Впоследствии было решено, что его шотландский титул лорда Кинлосс перейдет Джеймсу Бриджесу, 3-му герцогу Чандосу, который, однако, не претендовал на этот титул. После смерти мужу вдовствующая графиня Эйлсбери и Элгин в 1747 году вторично вышла замуж за Генри Сеймура Конвея (1721—1795), от которого она родила скульптора Энн Сеймур Дамер. Она умерла в январе 1803 года в возрасте 82 лет.

## Титулы
- 4-й барон Брюс из Уорлтона, Йоркшир (с 29 декабря 1711)
- 6-й лорд Кинлосс (с 16 декабря 1741)
- 6-й барон Брюс из Кинлосса (с 16 декабря 1741)
- 3-й барон Брюс из Скелтона, Йоркшир (с 16 декабря 1741)
- 3-й виконт Брюс из Амптилла, Бедфордшир (с 16 декабря 1741)
- 4-й граф Элгин (с 16 декабря 1741)
- 3-й граф Эйлсбери, Бакингемшир (с 16 декабря 1741)
- 4-й лорд Брюс из Кинлосса (с 16 декабря 1741)
- 1-й барон Брюс из Тоттенхэма, Уилтшир (с 17 апреля 1746).